# Piotr Kozicki
Piotr Kozicki herbu Lubicz (zm. przed 1686 rokiem) – burgrabia krakowski w 1685 roku, wojski czernihowski w latach 1671–1674.
W 1674 roku był elektorem Jana III Sobieskiego z województwa krakowskiego.